# Crossorhombus howensis
Crossorhombus howensis és un peix teleosti de la família dels bòtids i de l'ordre dels pleuronectiformes.

## Morfologia
Pot arribar als 13 cm de llargària total.

## Distribució geogràfica
Es troba a les costes de Taiwan i al Pacífic sud-occidental.